# مقتکاچا
مقتکاچا (به لاتین: Muktagachha) یک منطقهٔ مسکونی در بنگلادش است که در مقتگاچا واقع شده‌است. مقتکاچا ۱۲٫۶ کیلومتر مربع مساحت و ۴۹٬۹۱۵ نفر جمعیت دارد.